# زیردریایی کی-۲۷
زیردریایی کی-۲۷ (به انگلیسی: Soviet submarine K-27) یک زیردریایی است که طول آن ۱۰۹٫۸ متر (۳۶۰ فوت ۳ اینچ) می‌باشد. این زیردریایی در سال ۱۹۶۲ ساخته شد.